# Міст Білої троянди
Міст Білої троянди (лит. Baltosios rožės tiltas) — пішохідний міст через річку Німан в Алітусі, Литва. Найвищий в Литві пішохідний і велосипедний міст. Побудований в 2013—2015 роках на збережених опорах залізничного мосту 1899 року. Є майданчиком для роуп-джампінгу.

## Розташування
Поєднує центр міста з районом Алітус I і курганом на східному березі річки. Поруч з мостом розташована скульптура «Квітка» (лит. Lelijos žiedas) авторства скульптора В. Канчяускаса.
Вище за течією знаходиться Канюкський міст, нижче — міст Антанаса Юозапавічюса.

## Назва
Залізничний міст (1899) не мав власної назви. Назву сучасного пішохідного моста було вибрано в ході голосування серед місцевих жителів і дано на честь символу Алітуса — білої троянди.

## Історія
У 1897—1899 роках, під час будівництва нової залізничної лінії Гродно-Оліта за проектом інженерів М. А. Бєлелюбського і Н. Харламова, був споруджений металевий консольний міст, який складався з трьох прольотів. Роботи проводилися варшавською компанією «Рудзський і К°» (пол. K. Rudzki i S-ka). Загальна вартість будівництва склала 700 тис. руб. Пролітна будова мосту складалося з ферм системи Гербера. Два берегових прольоти довжиною 73,2 м мали консолі довжиною 13,72 м, на які опирався середній вільний проліт, довжиною 65,43 м. Загальна довжина мосту складала 239 м. Загальна вага металоконструкцій з литого заліза становила 1014,288 т. Настил мосту був пристосований також і для гужового руху. Проміжні опори були змуровані способом бутової кладки. Льодорізи облицьовані гранітом. 
 14 серпня 1915 року міст був підірваний відступаючими російськими військами. Натомість протягом двох місяців німецькими військовими був побудований 15-пролітний дерев'яний залізничний міст на високих пальових опорах. У січні 1926 року він був закритий для руху і розібраний.
У 2009 році збережені опори мосту були включені до Реєстру культурних цінностей Литви (код 33316).
У 2009 році на замовлення муніципалітету Алітуса компанія UAB «Mitnija» спроектувала дворівневий міст для пішоходів і велосипедистів. Орієнтовна вартість будівництва становила близько 40 млн лит, але проект так і не був реалізований.
У 2012 році компанія UAB «Tiltų ekspertų centras» склала новий проект, який був затверджений до будівництва. У серпні 2013 року компанія UAB «Alkesta» розпочала будівельні роботи. Металоконструкції були виготовлені в Ризі (Латвія), збиралися на будівельному майданчику, монтувалися за допомогою кранів. Монтаж виконувався компаніями UAB «Tilsta» і «Mammoet» (Нідерланди). Офіційне відкриття мосту відбулося 8 січня 2016 року.

## Конструкція
Міст складається з трьох прольотів, металевий, арковий. Схема розбивки на прольоти: 72,42 + 91,50 + 72,42 м. Прольоти мосту складаються з металевих аркових ферм і залізобетонної плити. Опори мосту монолітні, залізобетонні, на пальовій (підвалини) і кесонній (проміжні опори) основі. Також використано збережені фундаменти старого залізничного мосту. Висота мосту над рівнем річки становить 38,1 м. Загальна довжина складає 240,53 м, ширина — 6,71 м. Міст призначений для руху пішоходів і велосипедистів. Поручневе огородження металеве, безтумбове.